# Daphniphyllum divaricatum
Daphniphyllum divaricatum là một loài thực vật có hoa trong họ Daphniphyllaceae. Loài này được (T.C.Huang) J.X.Wang miêu tả khoa học đầu tiên năm 1981.